# Ines Doleschal
Ines Doleschal (* 1972 in Waiblingen) ist eine deutsche Bildende Künstlerin und freie Kuratorin. Sie setzt sich aktiv für mehr Sichtbarkeit und Repräsentanz von Künstlerinnen ein.

## Leben
Ines Doleschal begann 1992 ihr Studium der Kunstgeschichte und Anglistik an der Eberhard Karls Universität Tübingen. Nach einjährigem Studienaufenthalt in London am Goldsmiths’ College studierte sie ab 1996 Malerei und Kunsterziehung an der Kunstakademie Münster sowie Englisch an der Westfälischen Wilhelms-Universität Münster. Nach dem Staatsexamen absolvierte sie von 2001 bis 2004 den Masterstudiengang Art in Context an der Universität der Künste Berlin. Sie ist seit 2019 Mitglied im Verein der Berliner Künstlerinnen 1867 e.V. 2018 war sie Mitiniatorin des Netzwerks kunst+kind berlin, das sich für mehr Vereinbarkeit von Beruf und Care-Arbeit im Kunstbetrieb engagiert. Mit Rachel Kohn gründete sie 2020 die Initiative fair share! Sichtbarkeit für Künstlerinnen, ein Zusammenschluss von Kulturschaffenden, die sich mit Aktionen im öffentlichen Raum für mehr Präsenz von Künstlerinnen aller Epochen in Ausstellungen und Museen einsetzt.
Neben ihrer freiberuflichen Tätigkeit als Museumspädagogin an Berliner Museen arbeitet sie auch an kuratorischen Projekten. 2019 initiierte und co-kuratierte sie die Ausstellung KLASSE DAMEN! 100 Jahre Öffnung der Berliner Kunstakademie für Frauen im Schloss Biesdorf zur Berlin. Doleschal hat drei Kinder und lebt mit ihrer Familie in Berlin und Dessau.

## Werk
In ihren Arbeiten beschäftigt sich Ines Doleschal mit reduzierten Architekturdarstellungen, die auf brutalistisches Bauen in Berlin und anderen europäischen Großstädten Bezug nehmen. Sie interessiert sich für Gebäude, die einst Ausdruck einer fortschrittlichen und kompromisslosen Haltung waren, heute von Abriss oder Umgestaltung bedroht sind. In ihren Werkserien rekonstruiert die Künstlerin Einzelteile dieser aus dem Stadtbild herausgelösten Architekturen, verändert und verdichtet sie. Beeinflusst werden ihre Collagen- und Malereiserien auch von einem Interesse an den Form- und Farbkompositionen des Bauhauses, insbesondere der Textilarbeiten von Bauhauskünstlerinnen wie Anni Albers, Gunta Stölzl und Otti Berger.

## Einzelausstellungen (Auswahl)
- 2007 labyrinthisch Galerie Greulich, Frankfurt am Main[16]
- 2016 maßvoll, Galerie Grashey, Konstanz[17]
- 2019 raum:zeichen, Galerie Nanna Preußners, Hamburg[18]
- 2022 auf Kante, Galerie und Workspace GE 59, Berlin[19]

## Gruppenausstellungen (Auswahl)
- 2011: Konstruktion Dekonstruktion, Projektraum Alte Feuerwache, Berlin[20]
- 2016: extrakt, Anhaltischer Kunstverein, Dessau[21]
- 2018: entraumt, Kunstverein Oerlinghausen e.V.[22]
- 2020: Schwarz+Weiß, Käthe-Kollwitz-Museum Berlin[23]
- 2022: Magie der Form, Galerie Weißer Elefant, Berlin[24]

## Stipendien (Auswahl)
- 2020: Förderung der Berliner Senatsverwaltung für Kultur und Europa, Kulturprojekte Berlin[25]

## Publikationen
- mit Rachel Kohn: Fair share! Sichtbarkeit für Künstlerinnen. Dokumentation der Aktionen und Redebeiträge der Demo am 8. März 2020 vor der Alten Nationalgalerie Berlin. (PDF; 1,7 MB).